# Schutzbereich (Filmtechnik)

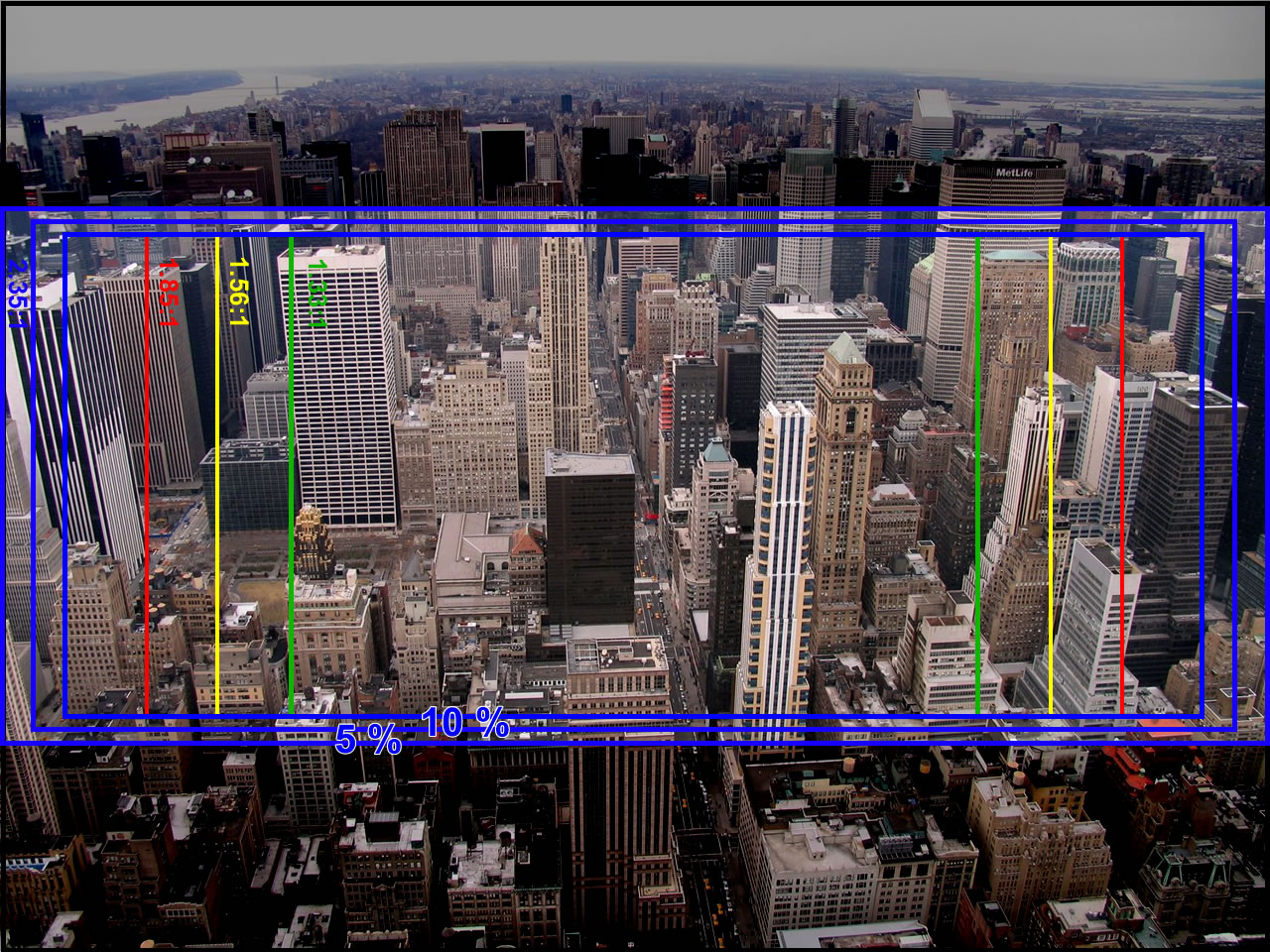
Safe Area 4:3 mit eingeblendeten Seitenverhältnissen

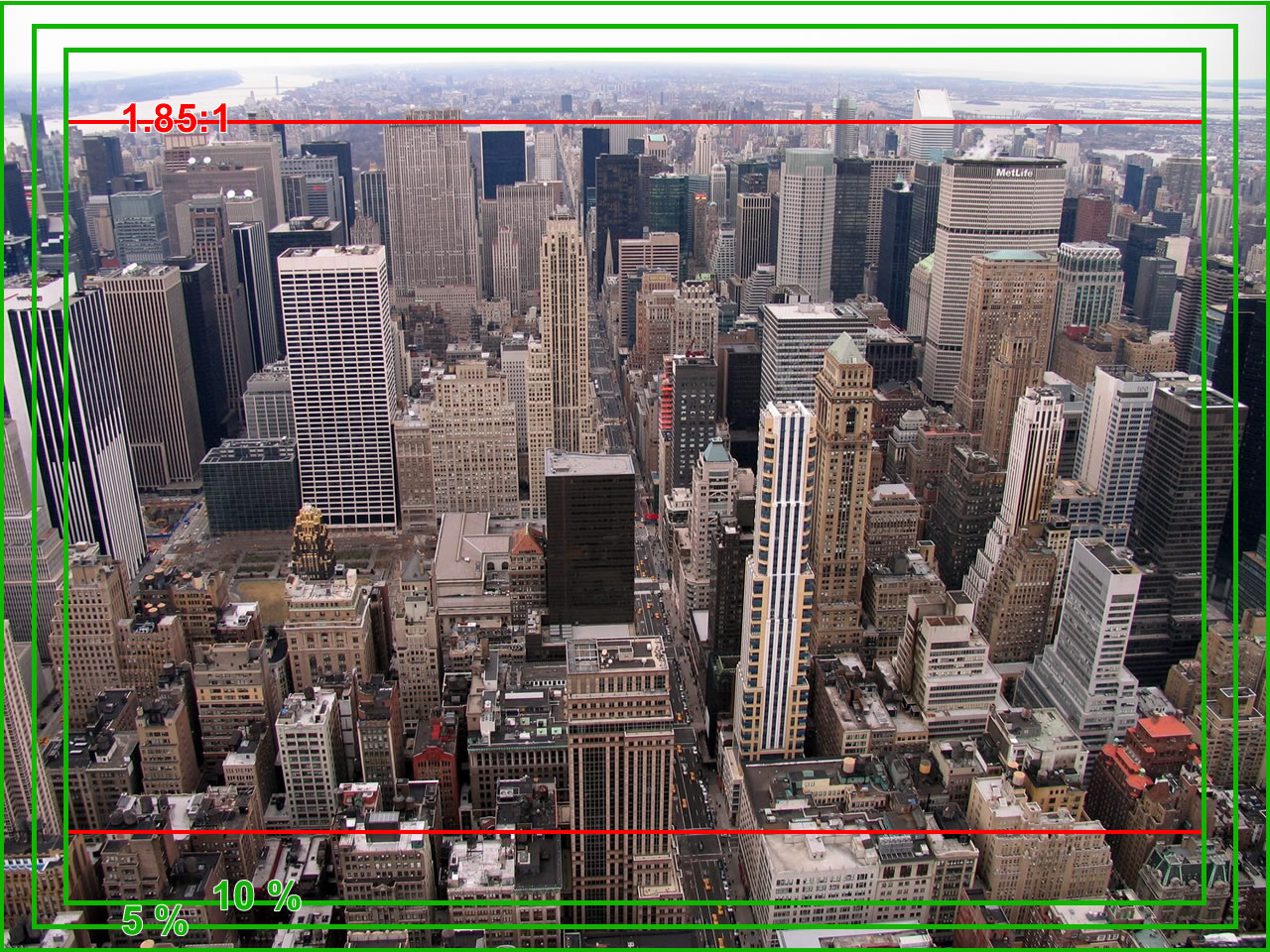
Safe Area 4:3 mit eingeblendetem 16:9-Seitenverhältnis

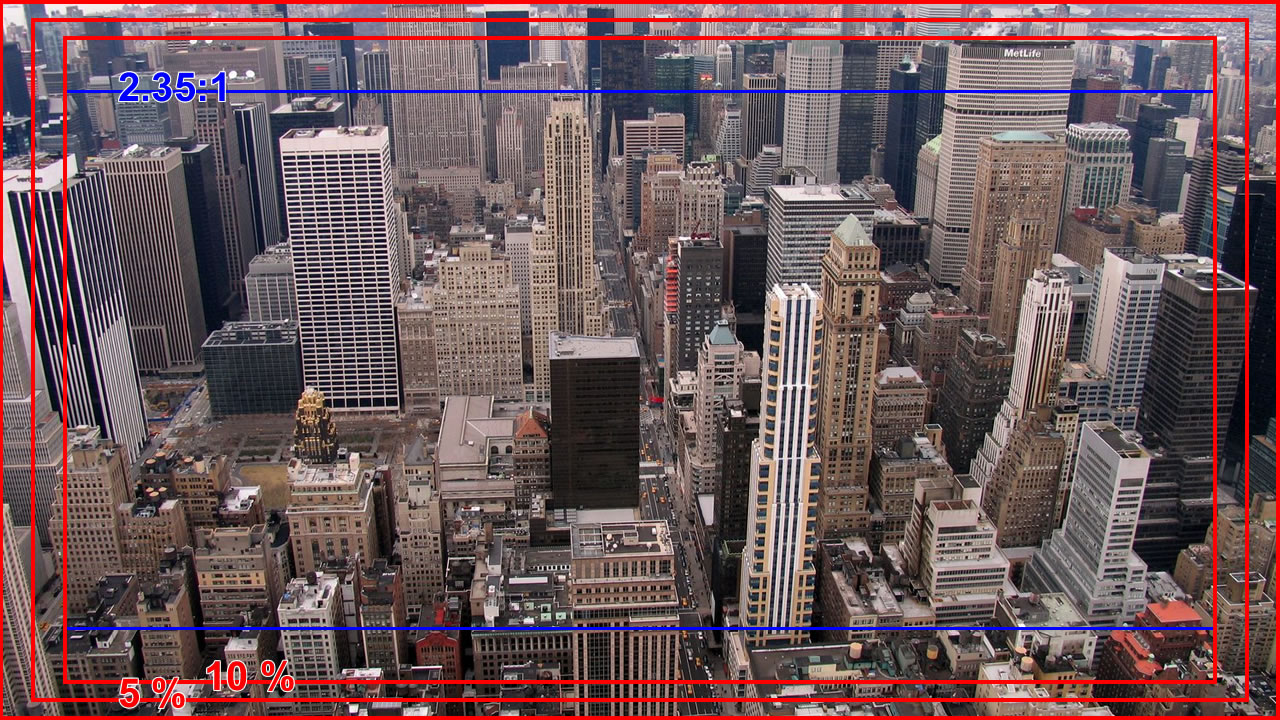
Safe Area 16:9 mit eingeblendetem 2.35:1-Seitenverhältnis

Der Begriff Schutzbereich oder englisch Safe Area bezeichnet einen Sicherheitsbereich innerhalb der Film- oder Bildaufnahme. Innerhalb dieses Bereiches wird sichergestellt, dass bestimmte wichtige Bildinformationen auch sichtbar im Bild sind. Der Bereich ist abhängig vom Seitenverhältnis (aspect ratio).
Beim Filmdreh wird dabei eine Suchkamera an der normalen Filmkamera so angebracht, dass dabei der Ausschnitt zu sehen ist, der auch zum Zeitpunkt in der Filmkamera zu sehen ist. Das Bild des „Suchers“ wird dabei auf einem Monitor oder Fernsehgerät angezeigt, auf dem nachträglich mit einem Safe-Area-Generator die gewünschten Safe Areas und Seitenverhältnisse eingeblendet werden.

## Generierte Rahmen
Es werden immer die Rahmen für „3,5 % Action Safe“ und „5 % Title Safe“ angezeigt.

### 3,5% Action Safe
Dieser im Gegensatz zum Gesamtbild um 3,5 % kleinere Bereich stellt sicher, dass alle Aktionen der Handlung innerhalb dieser sichtbar bleiben.

### 5% Title Safe
Dieser im Gegensatz zum Gesamtbild um 5 % kleinere Bereich stellt sicher, dass alle Titel und Schrifteinblendungen der Handlung innerhalb dieser sichtbar bleiben.

## Weitere Seitenverhältnisse
Dabei kann eingestellt werden, ob es sich beim Anzeigegerät um einen 4:3- oder 16:9-Bildschirm handelt, ob in Widescreen gedreht wird und die anderen Widescreen-Seitenverhältnisse angezeigt werden sollen, oder ob man für das Fernsehen in 4:3 dreht und aus der Quelle nachträglich ein 16:9-Bild schneiden möchte und dieses Seitenverhältnis zusätzlich als weitere Safe Area sehen möchte.

## Anwendungsgründe
Einerseits kann sofort vor Ort kontrolliert werden, ob wichtige Bildbestandteile vollständig erfasst werden. Dies ist vor allem beim nachträglichen Cropping des Bildes auf kleinere Seitenverhältnisse von Bedeutung.
Andererseits ist der Schutzbereich historisch durch Röhrenfernseher begründet, die das Fernsehbild bei größeren Helligkeitswechseln nach außen oder innen verzerren („Helligkeitspumpen“). Um unerwünschte schwarze Balken oder andere Störstreifen an den Bildrändern zu vermeiden, wird das gesamte Bild durch Röhrenfernseher vergrößert, sodass ein Teil der am Rand befindlichen Bildinhalte nicht dargestellt werden (siehe Overscan). Der Schutzbereich stellt hierbei sicher, dass vor allem grafische Einblendungen wie das Senderlogo oder Texteinblendungen trotz eines leicht verzerrten Bildes stets vollständig angezeigt werden.
Moderne Fernsehgeräte auf Plasma-, OLED- oder LCD-Basis verzerren das Bild hingegen nicht; das Bild wird in den Standardeinstellungen trotzdem wie bei Röhrenfernsehern leicht vergrößert, sodass der Schutzbereich in der Fernsehtechnik auch heutzutage nicht an Bedeutung verloren hat. 